# Adam Gottfried Uhlich
Adam Gottfried Uhlich (* 1718 in Elsterwerda; † 1753 in Frankfurt am Main) war ein deutscher Schauspieler und Bühnenschriftsteller.

## Leben
Uhlich ging nach einem Studium der Rechtswissenschaften zum Theater und spielte später in der Theatertruppe der Neuberin, welche als Mitbegründerin des regelmäßigen deutschen Schauspiels gilt, sowie in den zu jener Zeit bekannten Bühnentruppen Schönemann und Schröter. 1742 heiratete er in Hamburg die Schauspielerin Hanna Rudolf. Später widmete er sich der Schriftstellerei, schrieb verschiedene Lustspiele und übersetzte fremdsprachige Bühnenwerke, welche er in zwei Sammlungen veröffentlichte. Das Schäferspiel Das Fest konnte sich längere Zeit auf deutschen Bühnen halten. Weitere Beachtung in der damaligen literarischen Welt erhielt sein 1749 veröffentlichtes Buch Ausgesuchte und anmutige Schriften für die Langeweile. 1753 verstarb er in großer Armut.

## Werke (Auswahl)
- Das Fest, erschienen 1742
- Neue Lustspiele, erschienen 1746/48 in 2 Bänden
- Ausgesuchte und anmutige Schriften für die Langeweile, erschienen 1749